# Stmpd Rcrds
Stmpd Rcrds (stylisé STMPD RCRDS) est un label discographique néerlandais, basé à Amsterdam. Il est fondé le 4 mars 2016 par le musicien Martin Garrix,,.

## Histoire
Martin Garrix annonce la création de Stmpd par le biais d'une émission de télévision néerlandaise et de sa mini-série YouTube, The Martin Garrix Show, à la suite de son départ de Spinnin' Records et de MusicAllStars Management en 2015. Il déclare que cela est le résultat de désaccords sur les droits musicaux avec Spinnin' Records,.
Le nom du label fait référence aux timbres et est inspiré par la société de vente aux enchères de timbres du père de Martin Garrix,. Martin sort le premier morceau du label, Now That I've Found You, avec les voix de John Martin et Michel Zitron le 11 mars 2016,. L'instrumental original est surnommé Don't Crack Under Pressure par les fans. La mélodie du morceau est créée à l'origine par Garrix lors de Dancefair en avril 2015, et est notamment jouée plus tard lors de son set de clôture du Sziget Festival.
Pour célébrer le lancement du nouveau label, Garrix organise une soirée au Story Nightclub avec Chris Maillé le 18 mars 2016, après avoir clôturé la mainstage de l'Ultra Music Festival Miami.

## Artistes et groupes
- Jonas Aden[15]
- Alpharock[16]
- Arcando[17]
- Area21[18]
- Arty[19]
- Aspyer[20]
- Bad Decisions[21]
- Badflite
- Taska Black[22]
- Bleu Clair[23]
- Blinders[24]
- Brooks[25]
- Caius[26]
- Cazztek[27]
- Cesqeaux[28]
- Cliq[22]
- CMC$[29]
- Codes[30]
- Syn Cole[31]
- Conro[32]
- Crash Land[33]
- Disero[32]
- DubVision[34]
- Dyro[35]
- Dzeko[36]
- Eauxmar[24]
- Ralph Felix[37]
- Focus Fire[36]
- Dillon Francis[38]
- Pierce Fulton[39]
- Salvatore Ganacci[40]
- Martin Garrix[41]
- Goja[22]
- GRX[42]
- Jay Hardway[43]
- Hawksburn[36]
- Todd Helder[44]
- Seth Hills[45]
- Ibranovski[36]
- Infuze[24]
- Julian Jordan[16]
- Kev[37]
- King Arthur[46]
- Lione[47]
- Lodgerz[48]
- Lost Frequencies[27]
- Loopers[24]
- Magnificence[36]
- John Martin[49]
- Tom Martin[50]
- Matisse and Sadko[51]
- Mesto[52]
- Bart B More[24]
- Justin Mylo[53]
- Ootoro[23]
- Osrin[24]
- Florian Picasso[43]
- Perk Pietrek[28]
- R3hab[54]
- Raiden[34]
- Junior Sanchez[36]
- Silque[24]
- Skytech[54]
- Slvr[36]
- Third Party[49]
- TV Noise[24]
- Two Pauz[36]
- Van Duo[27]
- Vluarr[17]
- Michel Zitron[49]
- Zonderling[55]